# RAAL La Louvière
Royal Association Athlétique Louviéroise La Louvière – belgijski klub piłkarski z siedzibą w La Louvière.

## Historia
Klub został założony w 1919 jako Cercle Sportif Couillet. W późniejszych latach kilkukrotnie zmieniał nazwę, a w 2005 jako RACS Couillet po raz pierwszy awansował do trzeciej ligi i spędził w niej trzy sezony, po czym spadł do czwartej ligi. W 2022 awansował na trzecioligowy poziom jako RAAL La Louvière.

### Chronologia nazw
- 1919–1945 – Cercle Sportif Couillet (CS Couillet)
- 1945–1962 – Amicale Cercle Sportif Couillet (ACS Couillet)
- 1962–1977 – Royale Amicale Cercle Sportif Couillet (RACS Couillet)
- 1977–2009 – Royale Association Cercle Sportif Couillet (RACS Couillet)
- 2009–2011 – Football Couillet-La Louvière
- 2011–2014 – Football Club Charleroi (FC Charleroi)
- 2014–2017 – Racing Charleroi-Couillet-Fleurus (RC Charleroi-Couillet-Fleurus)
- od 2017 – Royal Association Athlétique Louviéroise La Louvière (RAAL La Louvière)

### Historia występów w trzeciej lidze
| Sezon   | Liga             | Grupa | Miejsce | Uwagi  | Nazwa            |
| ------- | ---------------- | ----- | ------- | ------ | ---------------- |
| 2005/06 | Division 3       | B     | 12.     |        | RACS Couillet    |
| 2006/07 | Division 3       | B     | 5.      |        | RACS Couillet    |
| 2007/08 | Division 3       | A     | 16.     | spadek | RACS Couillet    |
| 2022/23 | National Amateur | –     | 4.      |        | RAAL La Louvière |
| 2023/24 | National Amateur | –     |         |        | RAAL La Louvière |

## Reprezentanci kraju grający w klubie
stan na listopad 2023
|  | - Cédric Roussel - Jordi Liongola - Yady Bangoura - Naby-Moussa Yattara - Félix Oukiné |  | - Abdelmajid Oulmers - Zakari Junior Lambo - Samuel Gueulette - Mamadou Diarra - Tibor Balog |